# Девил (Ардени)
Девил (фр. Deville) насеље је и општина у североисточној Француској у региону Шампањ-Арден, у департману Ардени која припада префектури Шарлвил Мезјер.
По подацима из 2011. године у општини је живело 1121 становника, а густина насељености је износила 143,17 становника/km². Општина се простире на површини од 7,83 km². Налази се на средњој надморској висини од 160 метара.

## Демографија
| 1962. | 1968. | 1975. | 1982. | 1990. | 1999. | 2011. |
| ----- | ----- | ----- | ----- | ----- | ----- | ----- |
| 1.766 | 1.838 | 1.773 | 1.493 | 1.301 | 1.218 | 1.121 |

График промене броја становника у току последњих година